# Поездка в Лондон
«Поездка в Лондон» (хинди ये है जलवा, Yeh Hai Jalwa, дословно — «Это - шоу») — индийский фильм режиссёра Дэвида Дхавана на языке хинди, вышедший в прокат 3 июля 2002 года.

## Сюжет
Преуспевающий бизнесмен Раджеш Миттал счастливо живёт в Лондоне со своей семьёй. Но вдруг его семейную идиллию нарушает молодой человек по имени Радж Саксена, утверждающий, что является сыном Миттала. Мать Раджа умерла несколько лет назад, а об отце он случайно узнал из телепередачи и сразу же отправился в Лондон, чтобы увидеться с ним. Однако Миттала не радует появление нового наследника его состояния. А в том, что Радж всего лишь рассчитывает получить часть состояния отца, бизнесмен даже не сомневается. Миттал не знает, что Радж тоже состоятельный бизнесмен и не нуждается в его деньгах. Радж требует от отца признать его своим сыном и даёт ему на это семь дней. По истечении этого срока он грозит сам рассказать семье Миттала об их родстве. На время своего пребывания в Лондоне Радж живёт у адвоката Робина Сингха и влюбляется в его дочь Сонию.

## В ролях
- Риши Капур — Раджеш Миттал
- Салман Хан — Раджу Саксена / Радж Миттал
- Амиша Патель — Сония Сингх
- Анупам Кхер — Робин Сингх, отец Сонии
- Рати Агнихотри — Смита Миттал, жена Раджеша
- Ринке Кханна — Ринке Миталл, дочь Раджеша
- Кадер Хан — Пуршоттам Миттал, отец Раджеша
- Киран Кумар — старший брат владельца клуба
- Санджай Датт — Шера (камео)

## Саундтрек
Все тексты написаны Судхакаром Шарма, вся музыка написана Химешем Решаммия, за исключением песни «London Mein India», музыка к которой была написана Ананд Радж Анандом, а текст — Девом Кохли.
| №  | Название                | Исполнители                     | Длительность |
| -- | ----------------------- | ------------------------------- | ------------ |
| 1. | «London Mein India»     | Сукхвиндер Сингх, Панкадж Удхас | 6:00         |
| 2. | «Aankhen Pyari Hain»    | Алка Ягник, Кумар Сану          | 6:07         |
| 3. | «Carbon Copy 1»         | Шаан                            | 5:00         |
| 4. | «Dheere Dheere»         | Алка Ягник, Удит Нараян         | 5:23         |
| 5. | «Jalwa (O Jaane Jigar)» | Алка Ягник, Кумар Сану          | 6:20         |
| 6. | «Chori Khankayi Re»     | Алка Ягник, Удит Нараян         | 5:28         |
| 7. | «Carbon Copy 2 And 3»   | Шаан, Кумар Сану                |              |